# Giovanni Maria Gabrielli
Ne doit pas être confondu avec Giovanni Gabrieli.
Giovanni Maria Gabrielli (né le 10 janvier 1654 à Città di Castello en Ombrie, alors dans les États pontificaux et mort à Caprarola le 17 septembre 1711) est un cardinal italien de la fin du XVIIe et du début du XVIIIe siècle. Issu d'une branche désargentée d'une illustre famille de Gubbio, il est membre de l'ordre de Cîteaux.

## Biographie
Gabrielli est abbé général des cisterciens et est un théologien éminent. Il est préfet des études du collège de la Propaganda Fide pendant le pontificat d'Innocent XII. Ce pape le crée cardinal lors du consistoire du 14 novembre 1699. Gabrielli participe au conclave de 1700, lors duquel Clément XI est élu.
Il est célébré pour avoir défendu Fénelon dans l'affaire quietiste des Maximes des Saints (1697-1699).

## Sources
- Fiche du cardinal sur le site fiu.edu